# Team Flanders-Baloise
Sport Vlaanderen–Baloise (Código da equipe na UCI: TSV) é uma equipa profissional de ciclismo com base na Bélgica que participa nas corridas dos Circuitos Continentais da UCI e quando selecionado como um equipa alternativa para os eventos da UCI ProTour. A equipa é gerida por Christophe Sercu, com Roger Swerts, Walter Planckaert e Jean-Pierre Heynderickx ajudar como directeurs sportifs.

## Equipa

### 2018
| Integrantes da equipe 2018               | Integrantes da equipe 2018 | Integrantes da equipe 2018                    | Integrantes da equipe 2018 |
| Ciclista                                 | Data de nascimento         | Equipe anterior                               |                            |
| ---------------------------------------- | -------------------------- | --------------------------------------------- | -------------------------- |
| Piet Allegaert                           | 20 janeiro 1995            | EFC-Etixx (2016)                              |                            |
| Amaury Capiot                            | 25 junho 1993              | Lotto-Belisol U23 (2014)                      |                            |
| Aimé De Gendt                            | 17 junho 1994              | EFC-Etixx (2015)                              |                            |
| Kenny De Ketele                          | 5 junho 1985               | Davitamon-Win For Life-Jong Vlaanderen (2007) |                            |
| Moreno De Pauw                           | 12 agosto 1991             | Rock Werchter (2013)                          |                            |
| Lindsay De Vylder                        | 30 maio 1995               | EFC-Etixx (2016)                              |                            |
| Benjamin Declercq                        | 4 fevereiro 1994           | EFC-Etixx (2016)                              |                            |
| Kevin Deltombe                           | 27 fevereiro 1994          | Lotto-Soudal U23 (2016)                       |                            |
| Maxime Farazijn                          | 2 junho 1994               | EFC-Etixx (2015)                              |                            |
| Robbe Ghys                               | 11 janeiro 1997            | Lotto-Soudal U23 (2017)                       |                            |
| Milan Menten                             | 31 outubro 1996            | Lotto-Soudal U23 (2017)                       |                            |
| Christophe Noppe                         | 29 novembro 1994           | EFC-Etixx (2016)                              |                            |
| Emiel Planckaert                         | 22 outubro 1996            | Lotto-Soudal U23 (2017)                       |                            |
| Edward Planckaert                        | 1 fevereiro 1995           | Lotto-Soudal U23 (2016)                       |                            |
| Jonas Rickaert                           | 7 fevereiro 1994           | Ovyta-Eijssen-Acrog (2013)                    |                            |
| Thomas Sprengers                         | 5 fevereiro 1990           | Lotto-Belisol U23 (2012)                      |                            |
| Dries Van Gestel                         | 30 setembro 1994           | Lotto-Soudal U23 (2015)                       |                            |
| Mathias Van Gompel                       | 24 setembro 1995           | Lotto-Soudal U23 (2017)                       |                            |
| Preben Van Hecke                         | 9 julho 1982               | Predictor-Lotto (2007)                        |                            |
| Kenneth Van Rooy                         | 8 outubro 1993             | Lotto-Soudal U23 (2015)                       |                            |
| Aaron Verwilst                           | 2 maio 1997                | Lotto-Soudal U23 (2017)                       |                            |
| Jordi Warlop                             | 4 junho 1996               | EFC-L&R-Vulsteke (2017)                       |                            |
| Sasha Weemaes (1 jul.–31 dez.)           | 9 fevereiro 1998           | EFC-L&R-Vulsteke (2018)                       |                            |
|                                          |                            |                                               |                            |
| Fontes: ProCyclingStats Cycling Quotient |                            |                                               |                            |

### 2017
| Integrantes da equipe 2017               | Integrantes da equipe 2017 | Integrantes da equipe 2017                    | Integrantes da equipe 2017 |
| Ciclista                                 | Data de nascimento         | Equipe anterior                               |                            |
| ---------------------------------------- | -------------------------- | --------------------------------------------- | -------------------------- |
| Piet Allegaert                           | 20 janeiro 1995            | EFC-Etixx (2016)                              |                            |
| Amaury Capiot                            | 25 junho 1993              | Lotto-Belisol U23 (2014)                      |                            |
| Aimé De Gendt                            | 17 junho 1994              | EFC-Etixx (2015)                              |                            |
| Kenny De Ketele                          | 5 junho 1985               | Davitamon-Win For Life-Jong Vlaanderen (2007) |                            |
| Moreno De Pauw                           | 12 agosto 1991             | Rock Werchter (2013)                          |                            |
| Lindsay De Vylder                        | 30 maio 1995               | EFC-Etixx (2016)                              |                            |
| Benjamin Declercq                        | 4 fevereiro 1994           | EFC-Etixx (2016)                              |                            |
| Kevin Deltombe                           | 27 fevereiro 1994          | Lotto-Soudal U23 (2016)                       |                            |
| Maxime Farazijn                          | 2 junho 1994               | EFC-Etixx (2015)                              |                            |
| Eliot Lietaer                            | 15 agosto 1990             | EFC-Quick Step (2011)                         |                            |
| Christophe Noppe                         | 29 novembro 1994           | EFC-Etixx (2016)                              |                            |
| Edward Planckaert                        | 1 fevereiro 1995           | Lotto-Soudal U23 (2016)                       |                            |
| Ruben Pols                               | 3 novembro 1994            | Lotto-Soudal U23 (2015)                       |                            |
| Jonas Rickaert                           | 7 fevereiro 1994           | Ovyta-Eijssen-Acrog (2013)                    |                            |
| Jarl Salomein                            | 27 janeiro 1989            | Beveren 2000 (2010)                           |                            |
| Thomas Sprengers                         | 5 fevereiro 1990           | Lotto-Belisol U23 (2012)                      |                            |
| Stijn Steels                             | 21 agosto 1989             | Crelan-Euphony (2013)                         |                            |
| Dries Van Gestel                         | 30 setembro 1994           | Lotto-Soudal U23 (2015)                       |                            |
| Preben Van Hecke                         | 9 julho 1982               | Predictor-Lotto (2007)                        |                            |
| Bert Van Lerberghe                       | 29 setembro 1992           | EFC-Omega Pharma-Quick Step (2014)            |                            |
| Kenneth Van Rooy                         | 8 outubro 1993             | Lotto-Soudal U23 (2015)                       |                            |
| Jens Wallays                             | 15 setembro 1992           | EFC-Omega Pharma-Quick Step (2014)            |                            |
|                                          |                            |                                               |                            |
| Fontes: ProCyclingStats Cycling Quotient |                            |                                               |                            |

### 2016
| Integrantes da equipe 2016                                | Integrantes da equipe 2016 | Integrantes da equipe 2016                    | Integrantes da equipe 2016 |
| Ciclista                                                  | Data de nascimento         | Equipe anterior                               |                            |
| --------------------------------------------------------- | -------------------------- | --------------------------------------------- | -------------------------- |
| Amaury Capiot                                             | 25 junho 1993              | Lotto-Belisol U23 (2014)                      |                            |
| Aimé De Gendt                                             | 17 junho 1994              | EFC-Etixx (2015)                              |                            |
| Kenny De Ketele                                           | 5 junho 1985               | Davitamon-Win For Life-Jong Vlaanderen (2007) |                            |
| Moreno De Pauw                                            | 12 agosto 1991             | Rock Werchter (2013)                          |                            |
| Floris De Tier                                            | 20 janeiro 1992            | EFC-Omega Pharma-Quick Step (2014)            |                            |
| Tim Declercq                                              | 21 março 1989              | Soenens-Construkt Glas (2011)                 |                            |
| Maxime Farazijn                                           | 2 junho 1994               | EFC-Etixx (2015)                              |                            |
| Sander Helven                                             | 30 maio 1990               | Ovyta-Eijssen-Acrog (2012)                    |                            |
| Eliot Lietaer                                             | 15 agosto 1990             | EFC-Quick Step (2011)                         |                            |
| Ruben Pols                                                | 3 novembro 1994            | Lotto-Soudal U23 (2015)                       |                            |
| Jonas Rickaert                                            | 7 fevereiro 1994           | Ovyta-Eijssen-Acrog (2013)                    |                            |
| Jarl Salomein                                             | 27 janeiro 1989            | Beveren 2000 (2010)                           |                            |
| Thomas Sprengers                                          | 5 fevereiro 1990           | Lotto-Belisol U23 (2012)                      |                            |
| Stijn Steels                                              | 21 agosto 1989             | Crelan-Euphony (2013)                         |                            |
| Dries Van Gestel                                          | 30 setembro 1994           | Lotto-Soudal U23 (2015)                       |                            |
| Preben Van Hecke                                          | 9 julho 1982               | Predictor-Lotto (2007)                        |                            |
| Gijs Van Hoecke                                           | 12 novembro 1991           | Omega Pharma-Lotto Davo (2011)                |                            |
| Bert Van Lerberghe                                        | 29 setembro 1992           | EFC-Omega Pharma-Quick Step (2014)            |                            |
| Jef Van Meirhaeghe                                        | 21 janeiro 1992            | Lotto-Belisol U23 (2014)                      |                            |
| Kenneth Van Rooy                                          | 8 outubro 1993             | Lotto-Soudal U23 (2015)                       |                            |
| Pieter Vanspeybrouck                                      | 10 fevereiro 1987          | Quick Step-Beveren 2000 (2007)                |                            |
| Otto Vergaerde                                            | 15 julho 1994              | Ovyta-Eijssen-Acrog (2013)                    |                            |
| Jens Wallays                                              | 15 setembro 1992           | EFC-Omega Pharma-Quick Step (2014)            |                            |
|                                                           |                            |                                               |                            |
| Fontes: ProCyclingStats Cycling Quotient Cycling Archives |                            |                                               |                            |

### 2015
| Integrantes da equipe 2015                                | Integrantes da equipe 2015 | Integrantes da equipe 2015                    | Integrantes da equipe 2015 |
| Ciclista                                                  | Data de nascimento         | Equipe anterior                               |                            |
| --------------------------------------------------------- | -------------------------- | --------------------------------------------- | -------------------------- |
| Victor Campenaerts                                        | 28 outubro 1991            | Lotto-Belisol U23 (2013)                      |                            |
| Amaury Capiot                                             | 25 junho 1993              | Lotto-Belisol U23 (2014)                      |                            |
| Kenny De Ketele                                           | 5 junho 1985               | Davitamon-Win For Life-Jong Vlaanderen (2007) |                            |
| Moreno De Pauw                                            | 12 agosto 1991             | Rock Werchter (2013)                          |                            |
| Floris De Tier                                            | 20 janeiro 1992            | EFC-Omega Pharma-Quick Step (2014)            |                            |
| Tim Declercq                                              | 21 março 1989              | Soenens-Construkt Glas (2011)                 |                            |
| Sander Helven                                             | 30 maio 1990               | Ovyta-Eijssen-Acrog (2012)                    |                            |
| Pieter Jacobs                                             | 6 junho 1986               | Silence-Lotto (2009)                          |                            |
| Eliot Lietaer                                             | 15 agosto 1990             | EFC-Quick Step (2011)                         |                            |
| Oliver Naesen                                             | 16 setembro 1990           | Cibel (2014)                                  |                            |
| Jonas Rickaert                                            | 7 fevereiro 1994           | Ovyta-Eijssen-Acrog (2013)                    |                            |
| Jarl Salomein                                             | 27 janeiro 1989            | Beveren 2000 (2010)                           |                            |
| Thomas Sprengers                                          | 5 fevereiro 1990           | Lotto-Belisol U23 (2012)                      |                            |
| Stijn Steels                                              | 21 agosto 1989             | Crelan-Euphony (2013)                         |                            |
| Edward Theuns                                             | 30 abril 1991              | VL Technics-Abutriek (2013)                   |                            |
| Preben Van Hecke                                          | 9 julho 1982               | Predictor-Lotto (2007)                        |                            |
| Gijs Van Hoecke                                           | 12 novembro 1991           | Omega Pharma-Lotto Davo (2011)                |                            |
| Bert Van Lerberghe                                        | 29 setembro 1992           | EFC-Omega Pharma-Quick Step (2014)            |                            |
| Jef Van Meirhaeghe                                        | 21 janeiro 1992            | Lotto-Belisol U23 (2014)                      |                            |
| Arthur Vanoverberghe                                      | 7 fevereiro 1990           | Ovyta-Eijssen-Acrog (2011)                    |                            |
| Pieter Vanspeybrouck                                      | 10 fevereiro 1987          | Quick Step-Beveren 2000 (2007)                |                            |
| Otto Vergaerde                                            | 15 julho 1994              | Ovyta-Eijssen-Acrog (2013)                    |                            |
| Jelle Wallays                                             | 11 maio 1989               | Beveren 2000 (2010)                           |                            |
| Jens Wallays                                              | 15 setembro 1992           | EFC-Omega Pharma-Quick Step (2014)            |                            |
|                                                           |                            |                                               |                            |
| Fontes: ProCyclingStats Cycling Quotient Cycling Archives |                            |                                               |                            |

## Palmares
1995
Etapa 4 Ronde van Nederland, Tom Steels
Nationale Sluitingsprijs, Tom Steels
Grote 1-MeiPrijs, Tom Steels
GP van Steenbergen, Tom Steels
1996
Schaal Sels, Glenn D'Hollander
Grand Prix d'Isbergues, Mario Aerts
Etapa 9 Tour of Austria, Luc Roosen
Etapa 10 Tour of Austria, Glenn D'Hollander
1997
Overall Circuit Franco-Belge, Mario Aerts
Etapa 1, Geert Van Bondt
Etapa 3, Kris Gerits
Overall Circuito Montañés, Kurt Van De Wouwer
Etapa 1, Erwin Thijs
1998
Eurode Omloop, Glenn D'Hollander
Etapa 3 Circuit Franco-Belge, Kris Gerits
Zellik–Galmaarden, Kris Gerits
Flèche Ardennaise, Kris Gerits
Etapa 4 Ronde van Nederland, Peter Wuyts
Etapa 1 Tour de l'Avenir, Leif Hoste
Etapa 2 Tour de l'Avenir, Peter Wuyts
1999
Etapa 5 Circuit des Mines, Wilfried Cretskens
Etapa 6b Circuit des Mines, Stive Vermaut
Etapa 1 Circuito Montañés, Glenn D'Hollander
Etapa 4b Circuito Montañés, Team Time Trial
Etapa 3a Bayern-Rundfahrt, Kris Gerits
Eurode Omloop, Kris Gerits
Flèche Namuroise-Bioul, Wilfried Cretskens
2000
Etapas 2 & 3 Ster der Beloften, Erwin Thijs
Ronde van Limburg, Erwin Thijs
Etapa 2 Dekra Open Stuttgart, Björn Leukemans
Etapa 3 Dekra Open Stuttgart, Erwin Thijs
2001
Le Samyn, Kris Gerits
Etapa 3 Tour de la Somme, Nico Sijmens
2002
Etapa 2 Circuito Montañés, Geoffrey Demeyere
2003
Hel van het Mergelland, Wim Van Huffel
Etapa 6b Circuit des Mines, Wouter Van Mechelen
Etapas 4 & 6 Tour of Austria, Nico Sijmens
Overall Circuito Montañés, Steven Kleynen
Etapa 3, Nico Sijmens
Etapa 2 Tour of China, Nico Sijmens
2004
Grand Prix de la Ville de Lillers, Benny De Schrooder
Etapas 1 & 3 Vuelta a La Rioja, Jan Kuyckx
Etapa 9 Circuit des Mines, Wouter Van Mechelen
Etapa 6 Tour of Austria, Jan Kuyckx
Etapa 5a Circuito Montañés, Wesley Van der Linden
Brussel–Ingooigem, Steven Caethoven
Etapa 4 Regio-Tour, Steven Caethoven
Schaal Sels, Geoffrey Demeyere
Etapa 3 Tour de l'Avenir, Steven Caethoven
Etapa 3 Tour de la Somme, Wouter Van Mechelen
2005
Grand Prix Rudy Dhaenens, Koen Barbé
Dwars door Vlaanderen, Niko Eeckhout
Etapa 2 Three Days of De Panne, Niko Eeckhout
Etapa 4a Rheinland-Pfalz Rundfahrt, Pieter Mertens
Etapa 1 Sachsen Tour, Steven Caethoven
Grand Prix d'Isbergues, Niko Eeckhout
Omloop van het Houtland, Kevin van Impe
Omloop van de Vlaamse Scheldeboorden, Niko Eeckhout
Etapa 1 Circuit Franco-Belge, Niko Eeckhout
2006
Overall Étoile de Bessèges, Frederik Willems
Etapa 1, Frederik Willems
Beverbeek Classic, Evert Verbist
De Vlaamse Pijl, Evert Verbist
Overall Driedaagse van West-Vlaanderen, Niko Eeckhout
Etapa 3, Niko Eeckhout
Omloop van het Waasland, Niko Eeckhout
Dwars door Vlaanderen, Frederik Veuchelen
Etapa 5 Rheinland-Pfalz Rundfahrt, Steven Caethoven
Etapa 3 Ster Elektrotoer, Frederik Willems
 Bélgica Road Race Championships, Niko Eeckhout
Etapa 4 Tour of Austria, Pieter Ghyllebert
Etapa 4 Tour of Britain, Frederik Willems
Memorial Rik Van Steenbergen, Niko Eeckhout
Kampioenschap van Vlaanderen, Niko Eeckhout
Etapa 3 Circuit Franco-Belge, Niko Eeckhout
2007
Etapa 2 Tour Down Under, Steven Caethoven
Etapa 4 Tour Down Under, Pieter Ghyllebert
De Vlaamse Pijl, Jelle Vanendert
Omloop van het Waasland, Niko Eeckhout
Internatie Reningelst, Iljo Keisse
Schaal Sels, Kenny Dehaes
2008
Beverbeek Classic, Johan Coenen
Omloop van het Waasland, Niko Eeckhout
Etapa 3 Four Days of Dunkirk, Kenny Dehaes
Etapa 1 Tour of Belgium, Kenny Dehaes
2009
Omloop van het Waasland, Johan Coenen
Internationale Wielertrofee Jong Maar Moedig, Thomas De Gendt
Etapa 4 Tour de Wallonie, Thomas De Gendt
Etapa 3 Vuelta a Burgos, Nikolas Maes
2010
Etapa 2 Tour of Qatar, Geert Steurs
Etapa 3 Driedaagse van West-Vlaanderen, Kris Boeckmans
Grand Prix of Aargau Canton, Kristof Vandewalle
Etapa 5 Ster Elektrotoer, Kris Boeckmans
Etapa 2 Danmark Rundt, Michael Van Staeyen
Memorial Rik Van Steenbergen, Michael Van Staeyen
2011
Sparkassen Giro Bochum, Pieter Vanspeybrouck
2012
Beverbeek Classic, Tom Van Asbroeck
Omloop van het Waasland, Preben Van Hecke
Internationale Wielertrofee Jong Maar Moedig, Tim Declercq
GP Stad Geel, Tom Van Asbroeck
2013
Etapa 1 Étoile de Bessèges, Michael Van Staeyen
Omloop van het Waasland, Pieter Jacobs
Internationale Wielertrofee Jong Maar Moedig, Tim Declercq
GP Stad Geel, Yves Lampaert
Antwerpse Havenpijl, Preben Van Hecke
Etapa 1 World Ports Classic, Jelle Wallays
Schaal Sels, Pieter Jacobs
Grand Prix de la Somme, Preben Van Hecke
2014
Paris–Tours, Jelle Wallays
Grand Prix d'Ouverture La Marseillaise, Kenneth Vanbilsen
Etapa 1 Étoile de Bessèges, Sander Helven
Cholet-Pays de Loire, Tom Van Asbroeck
Etapa 2 Boucles de la Mayenne, Eliot Lietaer
Etapa 4 Tour de Wallonie, Tom Van Asbroeck
Internationale Wielertrofee Jong Maar Moedig, Gijs Van Hoecke
Grote Prijs Stad Zottegem, Edward Theuns
Arnhem–Veenendaal Classic, Yves Lampaert
De Kustpijl, Michael Van Staeyen
Omloop van het Houtland, Jelle Wallays
2015
Dwars door Vlaanderen, Jelle Wallays
Ronde van Drenthe, Edward Theuns
Etapa 5 Four Days of Dunkirk, Edward Theuns
Grand Prix Criquielion, Jelle Wallays
 Bélgica Road Race Championships, Preben Van Hecke
Dwars door de Vlaamse Ardennen, Stijn Steels
Polynormande, Oliver Naesen
Gooikse Pijl, Oliver Naesen
Duo Normand, Victor Campenaerts & Jelle Wallays
Etapa 3 Tour de l'Eurométropole, Edward Theuns
2016
Grand Prix de la Ville de Lillers, Stijn Steels

## Campeonatos nacionais
2006
 Campeonato da Bélgica de Ciclismo em Estrada, Niko Eeckhout
2015
 Campeonato da Bélgica de Ciclismo em Estrada, Preben Van Hecke

## Patrocinador biclicletas
Desde 1994, Topsport Vlaanderen e seus predecessores são patrocinados pela Eddy Merckx Cycles. Atualmente utilizam a biclicleta rainha da empresa a  EMX-525.